# 熊本市水前寺野球場

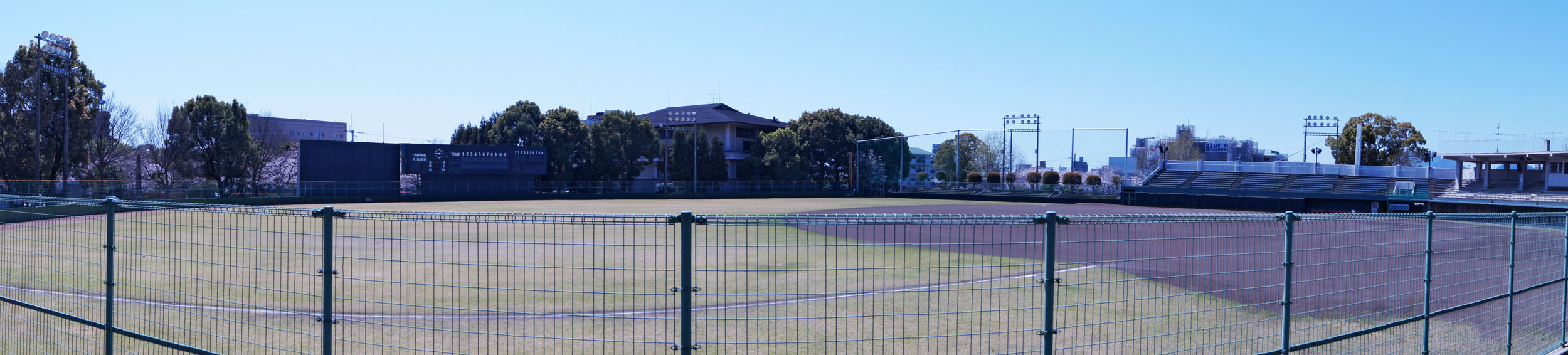
グラウンド

熊本市水前寺野球場（くまもとしすいぜんじやきゅうじょう）は熊本県熊本市中央区にある水前寺運動公園のメインスタジアムである。一般市民に開放されている。
 現在硬式野球はサイズが狭いため使用不可。軟式野球・ソフトボールに使用されている。硬式野球（プロ野球公式戦含む）は同市内の藤崎台県営野球場で開催されている。

## プロ野球公式戦開催実績
2020年終了時点で13試合が開催された。内訳は1リーグ時代4試合、セ・リーグ7試合、パ・リーグ2試合。
- 1946年8月16日 近畿グレートリング 3-0 ゴールドスター[1]、中部日本軍 4-8 阪急軍（変則ダブルヘッダー）
- 1948年4月24日 阪急ブレーブス 2-7 読売ジャイアンツ
- 1948年7月31日 南海ホークス 2-3 中日ドラゴンズ
- 1950年3月14日 西日本パイレーツ 3-10 読売ジャイアンツ
- 1950年4月4日 大洋ホエールズ 2-6 読売ジャイアンツ
- 1950年4月22日 大阪タイガース 7-9 中日ドラゴンズ[2]
- 1950年10月12日 西日本パイレーツ 5-6 中日ドラゴンズ
- 1951年5月18日 松竹ロビンス 4-0 読売ジャイアンツ
- 1951年8月12日 西鉄ライオンズ 6-13 近鉄パールス、東急フライヤーズ 6-9 南海ホークス（変則ダブルヘッダー）
- 1952年5月20日 広島カープ 1-8 読売ジャイアンツ
- 1952年7月29日 大洋ホエールズ 4-14 読売ジャイアンツ

## 施設概要
鉄筋コンクリート造 3階建
- 両翼 90m 中堅 110m
- 収容人員 約3,000人（内野スタンド：2,000人 外野芝生スタンド：1,000人）

付属施設
- 川上哲治氏野球顕彰記念室
- 熊本市軟式野球連盟事務所
- 熊本市ソフトボール協会事務所